# روبرت مورير
روبرت مورير (بالإنجليزية: Robert D. Maurer)‏ (و. 1924 – م) هو فيزيائي، ومهندس من الولايات المتحدة الأمريكية . وهو عضواً في جمعية مهندسي الكهرباء والإلكترونيات، والأكاديمية الوطنية للهندسة .

## جوائز
حصل على جوائز منها:
- قلادة العلوم الوطنية الأمريكية في مجال التكنولوجيا والإبتكار
- جائزة تشارلز ستارك درابر
- وسام القلب الأرجواني
- John Tyndall Award [الإنجليزية]‏.